# شاه ویس‌آباد
شاه ویس‌آباد ، روستایی از توابع بخش دینور شهرستان صحنه در استان کرمانشاه ایران است.

## جمعیت
این روستا در دهستان حر قرار دارد و براساس سرشماری مرکز آمار ایران در سال ۱۳۸۵، جمعیت آن ۱۸۱ نفر (۴۴خانوار) بوده‌است.